# Минус и плус
Минус и плус је четрнаести студијски албум хрватске групе Магазин. Албум су 2000. године објавили Кроација рекордс и Тоника. Ово је трећи албум групе Магазин са Јеленом Розгом као главним вокалом.

## Позадина
Група је 1999. обележила наступ на Дори са песмом Касно је, а након тога наступ на Мелодијама хрватског Јадрана '99. са песмом Ако полудим. Две године након албума Да си ти ја, 2000. године, изашао је албум Минус и плус. Исте године група је на Дори извела песму Хрватска рапсодија и на Руњићевом фестивалу са песмом Немам снаге да се помирим. 

## О албуму
Албум је добио име по истоименој песми која је постигла значајан комерцијални успех. На албуму се налази 11 песама. Аутори песама су Вјекослава Хуљић и Тончи Хуљић. Продуцент скоро свих песама је Федор Боић (осим песме Рапсодија на којој је радио Реми Казиноти). Продуценти албума су Тончи Хуљић и Федор Боић. Албум је сниман у студију Томислава Мрдуљаша у Сплиту. Албум је звучно кохезиван и преовлађује поп звук 

## Комерцијални успех
Као и претходни албум, Минус и плус је постигао значајан комерцијални успех. На албуму су се нашли бројни хитови: Јел' због ње, Минус и плус, Касно је, Немам снаге да се помирим, Ако полудим и Рапсодија. Све наведене песме биле су пропраћене видео спотовима. 
Албум је у СРЈ издао ЗаМ.

## Списак песама
| №   | Назив                     | Трајање |  |
| 1.  | Јел' због ње              | 3:36    |  |
| 2.  | Твоје раме                | 3:33    |  |
| 3.  | Хладовина                 | 3:40    |  |
| 4.  | Минус и плус              | 3:57    |  |
| 5.  | Моји прсти, пете          | 3:54    |  |
| 6.  | Касно је                  | 2:50    |  |
| 7.  | Витар носи невриме        | 4:10    |  |
| 8.  | Немам снаге да се помирим | 3:56    |  |
| 9.  | Довиђења                  | 4:42    |  |
| 10. | Ако полудим               | 4:15    |  |
| 11. | Рапсодија                 | 4:20    |  |

## Занимљивости
Хрватски пијаниста Максим Мрвица је одсвирао нумеру Хрватска рапсодија под именом Croatian Rhapsody.

## Обраде
- Минус и плус - I Need To Know (Марк Ентони)[9]
- Ако полудим[10] - Калабалак (Леб и сол)[11]